# 上海惊奇
《上海惊奇》（英語：Shanghai Surprise）是一部於1986年上映的美國冒险喜剧电影，該電影由吉姆·戈达德执导，西恩·潘以及麥當娜主演。該電影以1930年代的上海滩為背景。該電影票房不佳。 費城詢問報只給該片一顆星的評價。該片在烂番茄上的评分为11%。 麥當娜甚至因為該片獲得1986年度的金酸莓獎最差女主角。